# Hladila
Hladila (cyr. Хладила) – wieś w Bośni i Hercegowinie, w Republice Serbskiej, w gminie Novo Goražde. W 2013 roku liczyła 49 mieszkańców.